# Ancienne usine à papier héliographique Alfred Bertsch

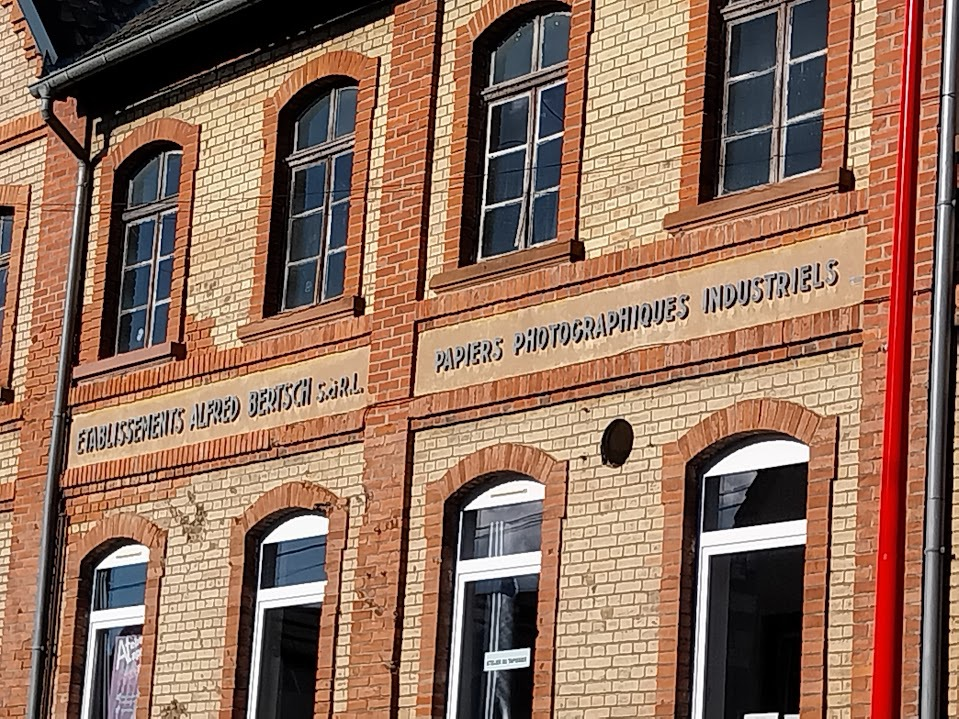

L'Ancienne usine à papier héliographique Alfred Bertsch est située au 58 Grand’rue dans la commune française de Gundershoffen, circonscription administrative du Bas-Rhin et, depuis le 1er janvier 2021, dans le territoire de la Collectivité européenne d'Alsace, en région Grand Est.
Les bâtiments des Établissements Bertsch témoignent de l'histoire industrielle du début du XXe siècle avec l’invention du papier positif héliographique à un seul bain et de la machine à "galater" et une production de papier industriel et papier calque.
L’usine, fondée en 1880 avec l’ensemble immobilier construit en 1884, a été en activité jusqu'en 1972.
Dans cette usine il a été exploité un brevet permettant de reproduire des documents grâce à l'action du soleil (papier héliographique) .

## Biographie de la famille Bertsch
Philippe Lucien Bertsch est arrivé de la Chaux de Fond (Suisse) pour travailler en tant que 1er ingénieur de la maison de De Dietrich à Reichshoffen. Il déposa un Brevet le 8 janvier 1856, au Ministère de l’Agriculture, du Commerce et des Travaux Publics. Brevet d'invention sous garantie du gouvernement pendant 15 ans qui concerne un laminoir oscillant, encore en fonction dans une usine De Dietrich vers 1910. 
Philippe Lucien Bertsch s’installe à Gundershoffen dans la maison de maître qu’il achète vers 1840.
Alfred Bertsch, fils de Philippe Lucien Bertsch (1806-1871) et de Marguerite Lidy-Lüdin (1815-1891), est né le 12 février 1839 à Mulhouse.

En 1859, Alfred est diplômé de l’École Professionnelle des Sciences Appliquées aujourd'hui ENSCMu ou Chimie de Mulhouse. Son activité professionnelle le mène à voyager en France et en Allemagne.
1861 : ingénieur constructeur chez Frey fils à Paris
Octobre 1862 : arrivée à Marquise, ingénieur chez Pinart et Cie. C'est à Marquise qu'Alfred rencontre sa future épouse, Pélagie.
1864 : mariage d’Alfred Bertsch et Pélagie Broutta.
1866 : naissance d’Ulysse, 1er enfant d’Alfred et Pélagie Bertsch à Marquise (Pas-de-Calais).
1868 : Paris, installation en tant qu’ingénieur civil indépendant.
1868 : naissance d’Aline, 2e enfant d’Alfred et Pélagie, décédée en 1880 à 12 ans d’une appendicite.
1870 -1871 : Guerre franco-allemande de 1870, il se retire à Marquise (Pas-de-Calais).
1871 : reprise de l’activité avec une nouvelle impulsion, notamment en Allemagne.
Création d’une Société par actions à Duisbourg, dont il est le directeur pendant 7 ans.
11 novembre 1873 : naissance d’Ernest et Albert, les jumeaux d’Alfred et Pélagie à Duisbourg.

1878 : retour à Niederbronn-les-Bains puis à Gundershoffen dans la maison de sa mère
M. COLAS, ingénieur à Paris et grand ami de la famille, demande au frère d’Alfred, un contact pour développer son brevet en Allemagne. C’est ainsi qu’Alfred rencontra M. Colas à Neuilly. Et ce fut le début d'une nouvelle aventure pour Alfred Bertsch et la fondation des Établissements Bertsch en 1880. 
En 1916, il prendra sa retraite à Beaulieu-sur-Mer avec sa femme.
Albert, le fils cadet d'Alfred, se marie en 1903 avec Anna Lemaître (La Walck). À cette occasion, la Villa d’Albert sera construite par son père juste en face de la maison familiale.
1903 : naissance de René Bertsch (+1962), fils unique d’Albert et petit-fils d’Alfred.
1927 : Mariage de René Bertsch avec Madeleine Hauth.
1929 : René Bertsch prend la direction de l’usine à la suite du décès de son père, Albert.
2 décembre 1935 : naissance d’Éliane Bertsch, fille unique de René et Madeleine et arrière-petite-fille du fondateur, Alfred Bertsch.
1962 : Madeleine Bertsch succède à son mari à la direction de l’usine, jusqu’à sa retraite en 1972.

## Architecture

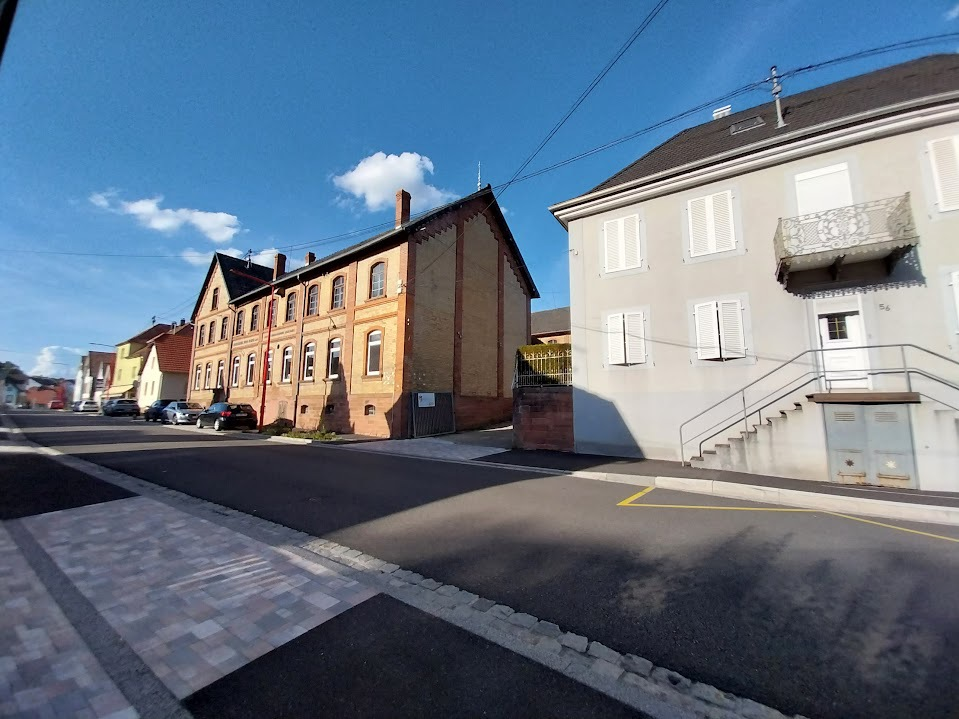

La maison de maître fut achetée dans les années 1840 par le père d’Alfred Bertsch. Elle a connu également des travaux d’agrandissement avec l’ajout au début du XXe siècle d’une aile complète (RDC, 1er étage et grenier) sur la partie Nord (véranda, chambres). Les dépendances de la maison de maître comprenait : une menuiserie, le stockage de produits chimiques, une buanderie, un four à pain et une chambre de bonnes. Au début des années 2000, l’entrée privée a dû être remaniée car les murs en grès qui retenaient la terre devaient être rénovés.
La fabrique fut construite à côté de la maison d’habitation. Précurseur dans bien des domaines, l’usine s’est dotée de toutes les innovations de l’époque.
Le téléphone reliait la maison et la fabrique. C’était la 1re maison à avoir une ligne téléphonique dans le village. L’électricité et l’eau courante n’était pas non plus monnaie courante au début du XXe siècle. Pour cela, un réservoir d’eau fut construit sur les hauteurs de Gundershoffen (rue des Quatre Vents) et un groupe électrogène a été intégré sur le site en 1911 afin de produire l’électricité nécessaire au bon fonctionnement des machines.
L’usine, construite d’après les plans établis et dessinés par Alfred Bertsch, est composée de plusieurs bâtiments reliés entre eux. Les bâtiments sont édifiés en briques apparentes de couleur jaune sur un soubassement en blocs de grès rose appareillés.
À l’intérieur de l’usine, les pièces sont protégées de la lumière avec des rideaux mais aussi par l’architecture de certaines pièces avec des fenêtres en second jour. Ceci évite la lumière directe de l’extérieur.

### Description

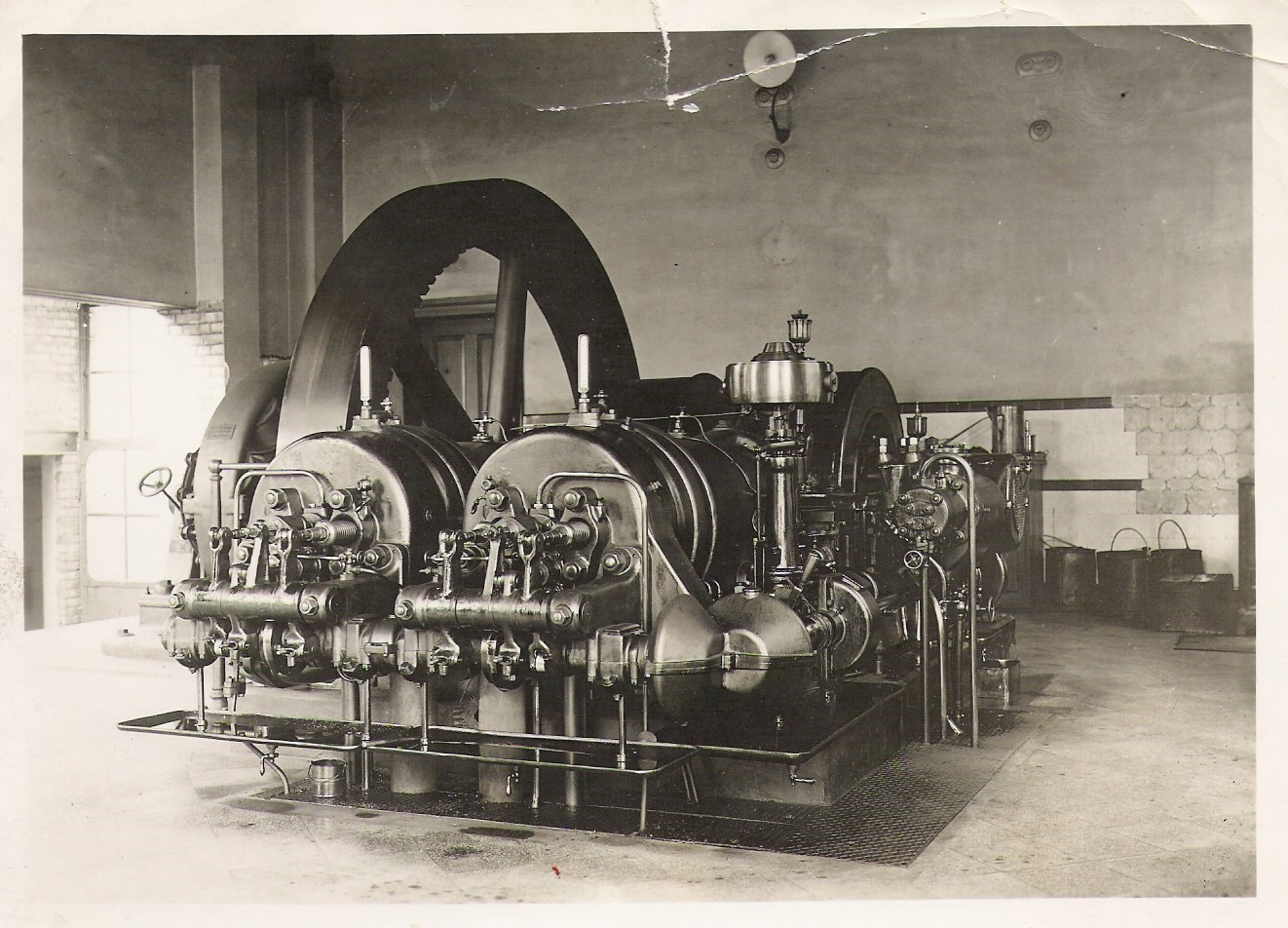

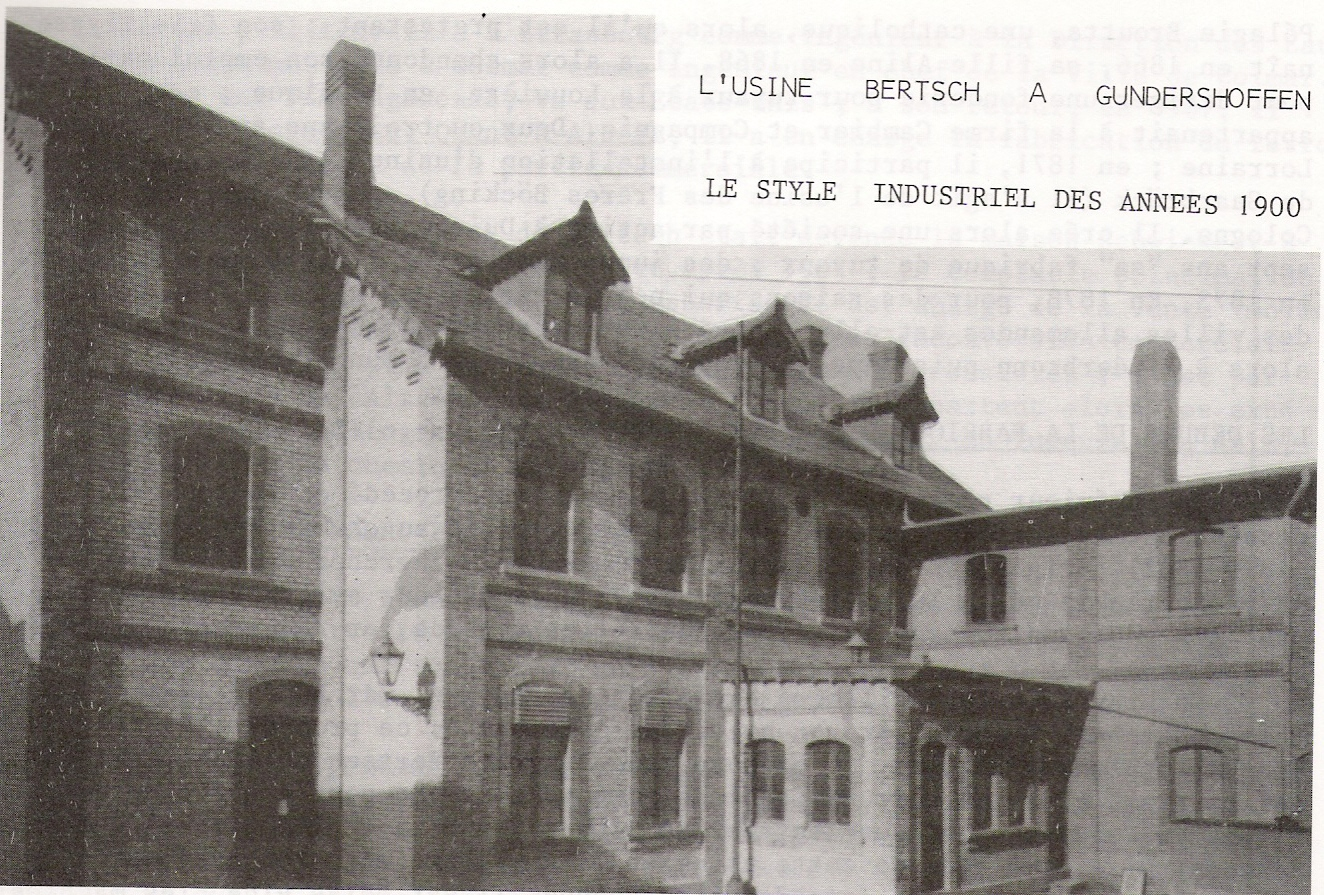

L’usine originelle constituant le bâtiment principal fut construite en 1884, avec un ajout d’un étage en 1900 et d’une aile en retour d’équerre, puis agrandie en 1907 pour former un plan en U.
Le « Grand Hall » ou centrale thermique fut construit en 1911 pour l’installation d’un générateur électrique diesel avec une dynamo de 100 CV. Le rez-de-chaussée est haut de plafond avec une grande porte voûtée. L’accès aux combles s’effectue par un escalier en colimaçon en fer.
- Le bâtiment principal est composé ainsi :
  - Bureaux au RDC et au 1er étage, donnant sur rue,
  - Ateliers de fabrication,
  - Salle de séchage (T°),
  - Magasins industriels,
  - 2 monte-charges de la taille d’un ascenseur dans chaque cage d’escalier, allant de la cave au grenier,
  - 1 autre monte-charge de type monte plat entre les bureaux,
  - Le préau construit ultérieurement relie les bâtiments en U,
  - Un pigeonnier dans les combles.

- Écurie.
- Garage avec fosse et 1er étage.
- Dépendances :
  - Sanitaires : bâtiment linéaire,
  - maisonnette,
- Magasin industriel : stockage de papiers, matériel, etc.

## Histoire et contexte

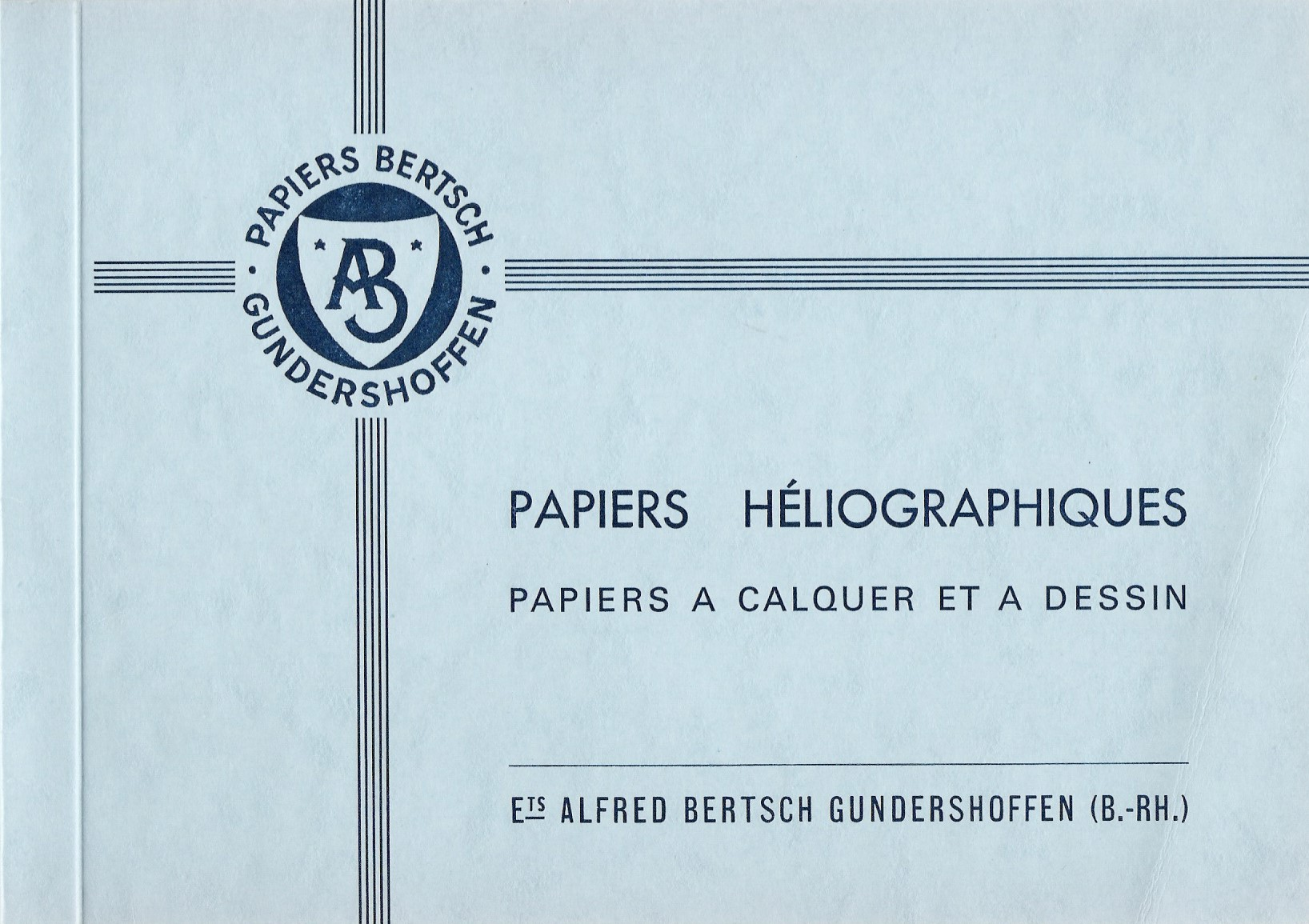

Les bâtiments des Établissements Bertsch témoignent de l'histoire industrielle avec l’invention du papier positif héliographique à un seul bain et de la machine à galater et production de papier.
Dans cette usine il a exploité un brevet permettant de reproduire des documents grâce à l'action du soleil (papier héliographique). L'activité s'est déroulée sur près d'un siècle, de 1880 à 1972.

### Brevet d’invention «Le papier sensible à la lumière»
Monsieur Colas, ingénieur parisien, souhaite exploiter en Allemagne son brevet de reproduction par la lumière des dessins et plans. À l’époque, l’Alsace était allemande avec une porte d’entrée toute trouvée grâce à des partenaires bilingues.
Alfred Bertsch s’associe avec M. Colas et améliore le procédé chimique. Il se lance alors seul dans la fabrication de papiers héliographiques.
Le papier ainsi traité était utilisé par des architectes pour dupliquer leurs plans avec une tireuse de plans.
Produits commercialisés : papiers héliographiques également nommés papiers photographiques industriels, papier et toiles à calquer et à dessin. Les réactions chimiques permettent différentes couleurs sur le papier.
La diazographie.
Le fondateur et son petit-fils ont continué à améliorer les mélanges chimiques afin de répondre au mieux aux besoins des clients : * B.A.G (à développement gazeux) ; * NOVA (semi-humide) ; MIXTE (BAG et NOVA) ; FERRO (prussiate et report) bleu de Prusse ; HELIO ; Sépia (contre cliché).
L’usine vend aux grossistes exclusivement, après avoir dans un premier temps vendu directement aux utilisateurs.
Procédé de fabrication :
- Traitement du papier dans une émulsion chimique

- Séchage (ventilateurs)

- Découpage

- Transport hippomobile. Le papier était soigneusement et hermétiquement emballé dans du papier spécial avant d’être mis dans des caisses de chargement en bois. Le transport s’effectuait par calèche puis par train au départ de la gare de Gundershoffen (10) pour être acheminé à travers l’Europe, la Russie, etc.

La ligne Bitche – Haguenau – Strasbourg mise en service le 19 décembre 1864, fut l’une des premières à être construite pour permettre aux usines De Dietrich d’expédier leurs marchandises. Elle a facilité les expéditions dans toute l'Europe.

### Quelques dates de l’histoire de l’usine
- 1880 : fondation de la 1re usine de Gundershoffen par Alfred Bertsch[9]

Dans le village, quand on parlait de la fabrique ou « d’Fàwrik » en alsacien, il s’agissait de l’usine Bertsch car lors de sa construction, il n’y en avait pas d’autre dans le village de Gundershoffen. L’usine De Dietrich de Reichshoffen était alors le 1er employeur du secteur. On l’appelait « d’Schmelz ».
- 1884 : construction de l’usine sans étage. « Elle consistait en une machine à préparer et un moteur à benzine de la force d’un cheval y compris une conduite d’eau »[10].
- 1900 : extension de l’usine avec le rajout d’un étage et une aile en retour d’équerre.

2 nouvelles machines à préparer le papier et une autre à galater, un moteur à pétrole 7CV remplacé par un moteur à gaz pauvre 16CV de la firme Otto (Deutz).
- 1903 : Mariage d’Albert avec Anna Lemaître (La Walck). Construction de la Villa d’Albert.

Albert rachète l’usine à son père pour 170 000 marks
- 1905 : achat de terrain voisin pour l’agrandissement.

7 machines à préparer le papier, 3 machines « à galater dont la fonction est de faire tremper le papier dans une préparation chimique afin de le rendre sensible au soleil », moteur de 60 chevaux de la maison Koerting (Hanovre).
- 1907 : l’usine emploie 22 personnes de Gundershoffen et agrandissement du bâtiment principal avec un plan en U.

Ernest et Albert travaillent tous les deux dans l’usine. Ernest prend le service du laboratoire et Albert dirige la fabrication du ferroprussiate et du sépia ainsi que la partie commerciale de la fabrique.
- 1910 : augmentation de la distribution d’eau. Construction d’un bassin de 100 mètres cubes sur les hauteurs de Gundershoffen, dit Kritzi (rue des 4 Vents) avec une pression d’environ 2 bars.

- 1911 : agrandissement de l’usine pour l’installation d’un diesel avec un dynamo de 100 CV.

En 30 ans, on est ainsi passé d’une force de 1 cheval-vapeur à une force de 100 chevaux.»
Jusqu’en 1914 : augmentation du nombre des machines
- 1916 : Alfred Bertsch se retire dans le sud de la France à Mandelieu et confie son usine à Albert, un de ses fils, mais les obligations militaires et la première Guerre mondiale l’en empêche.

- 1920 : La production ne reprend qu’en 1920. L’Allemagne ne commande plus rien à Gundershoffen.

- 1929 : René Bertsch succède à son père Albert après son décès.

- 1936 : 6 employés et 2 dirigeants (René et Madeleine Bertsch)

- 1941 : l’usine est fermée sur ordre des nazis, pour ne pas concurrencer l’usine IG Farben en Allemagne

René Bertsch refuse de travailler pour les allemands lorsqu’il est « prié » d’aller travailler chez De Dietrich. L’usine sert de refuge pour la famille mais aussi les habitants du quartier qui s’abritent dans les caves. En tout 27 personnes seront ainsi à l’abri : les familles Duchmann, Jennevé, Felsz, Schutz. Pas moins de 38 obus seront tombés sur les bâtiments.
- Après 1945 : 14 personnes travaillent pour l’entreprise : Georges Waechter, M. Fernbach, Albert Rohé – chauffeur, Charles Veit, Alfred Becker, Henri Schneider, Joseph Jost – chimiste, Albert Lux, Charles Jenevé- conducteur émulsionneur sur machine, M. Sohn, M. Ertzinger Théo Hauth, Madeleine Bertsch née Hauth et René Bertsch. (Cf. photo (9.b)[13].

- 1962 : Madeleine Bertsch, née Hauth, épouse de René Bertsch, reprend l’entreprise après le décès de son mari.

- 15 octobre 1972 : « après 92 ans d’exercice sur trois générations, une entreprise originale cessait toute activité » (9.b) Madame Bertsch prend sa retraite à 65 ans. Sa fille, Eliane Laemmel née Bertsch ne reprend pas l’affaire qui aurait impliquée de gros investissements. Par ailleurs, le procédé de reproduction est bientôt dépassé par l’aire de la photocopieuse et des imprimantes. L’usine ferme et le fonds de commerce est cédé à un repreneur qui récupère une partie des machines, ainsi que la clientèle encore importante.

Les bâtiments appartiennent toujours à la famille, depuis maintenant 6 générations. Depuis, l’usine a accueilli différents locataires très variés :
- Années 1970 : Mélodia (vêtements),
- Années 1980 : Equibati (van pour chevaux), Agence d’architecture Schuller,
- Années 1990 : Mallo Entreprise (revêtements de sols), Cheminées Concept (marbrier), MAPA (fermetures), De Hatten, Stameca, Antiquité Fischer, MAC (machines à café pour les restaurateurs),
- Années 2000 :  entreprises de crépissage, Abrantes (peintre),
- Années 2020 : Atelier du Tapissier, EB Concept (ébéniste), Alsace Baby Foot (anc. Technomatic, locataire depuis les années 1980), stockage, Oscuro (marque de vêtement).

## Les réflexions en cours menées pour la réutilisation des bâtiments
En 2013 il avait été proposé aux propriétaires de l’ancienne usine de traitement du papier de créer des logements, un pôle médical et une petite salle polyvalente. Mais Les études financées par le conseil général dans le cadre d’un projet d’habitat intergénérationnel n’ont pas abouti.
Mais d’autres pistes de réutilisation éventuelle sont encore à l’étude en 2024 :
- Centre de formation axé sur la photo et ses dérivés pour continuer la vie de l'édifice mais ce n'est qu'une piste de réflexion ?[15].

- Ensemble immobilier axé sur les savoir-faire et l'artisanat ?

- Sinon à nouveau un projet de logements ou d’hôtellerie avec espaces verts ?

## Galerie photos

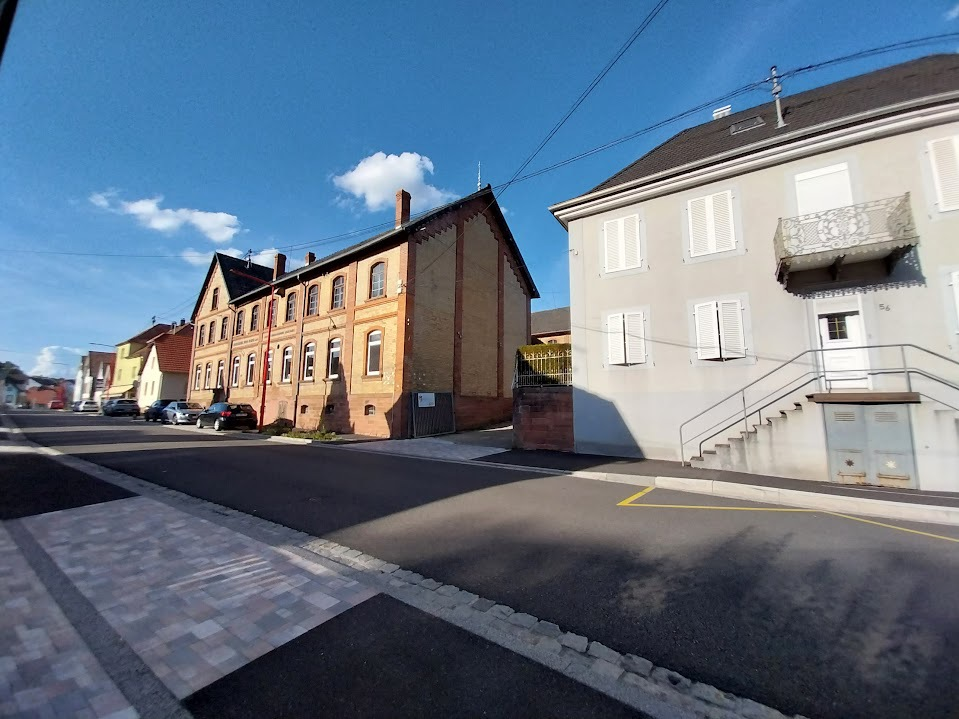
Alfred Bertsch a construit l'usine de Papier Héliographique en 1884 à côté de la maison de maître achetée vers 1840 par son père.
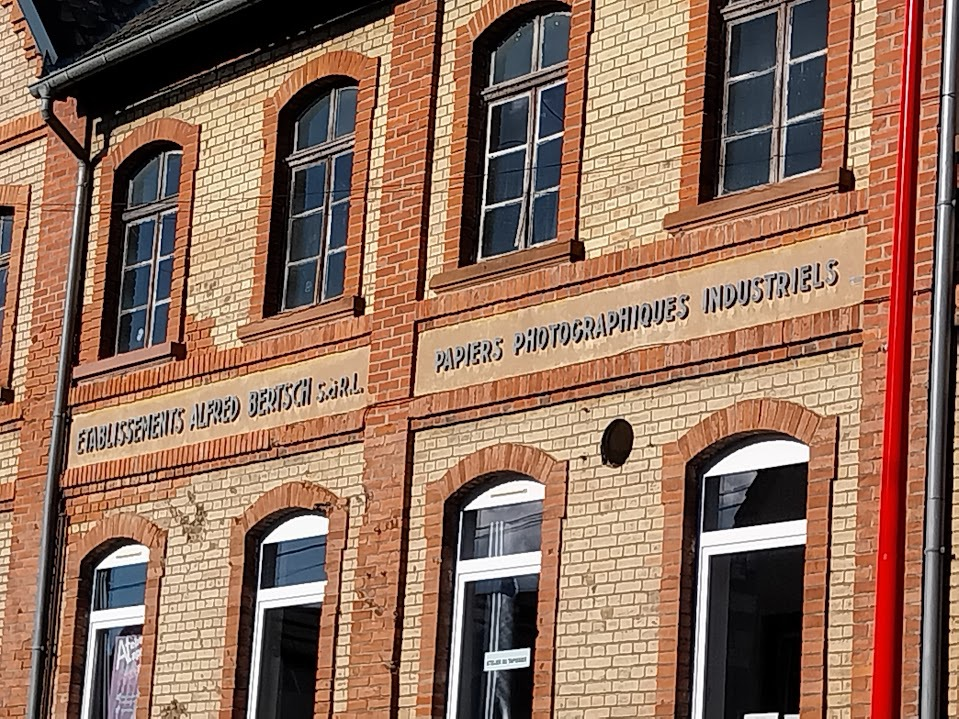
Enseigne des Établissements Alfred Bertsch - Gros plan de la façade
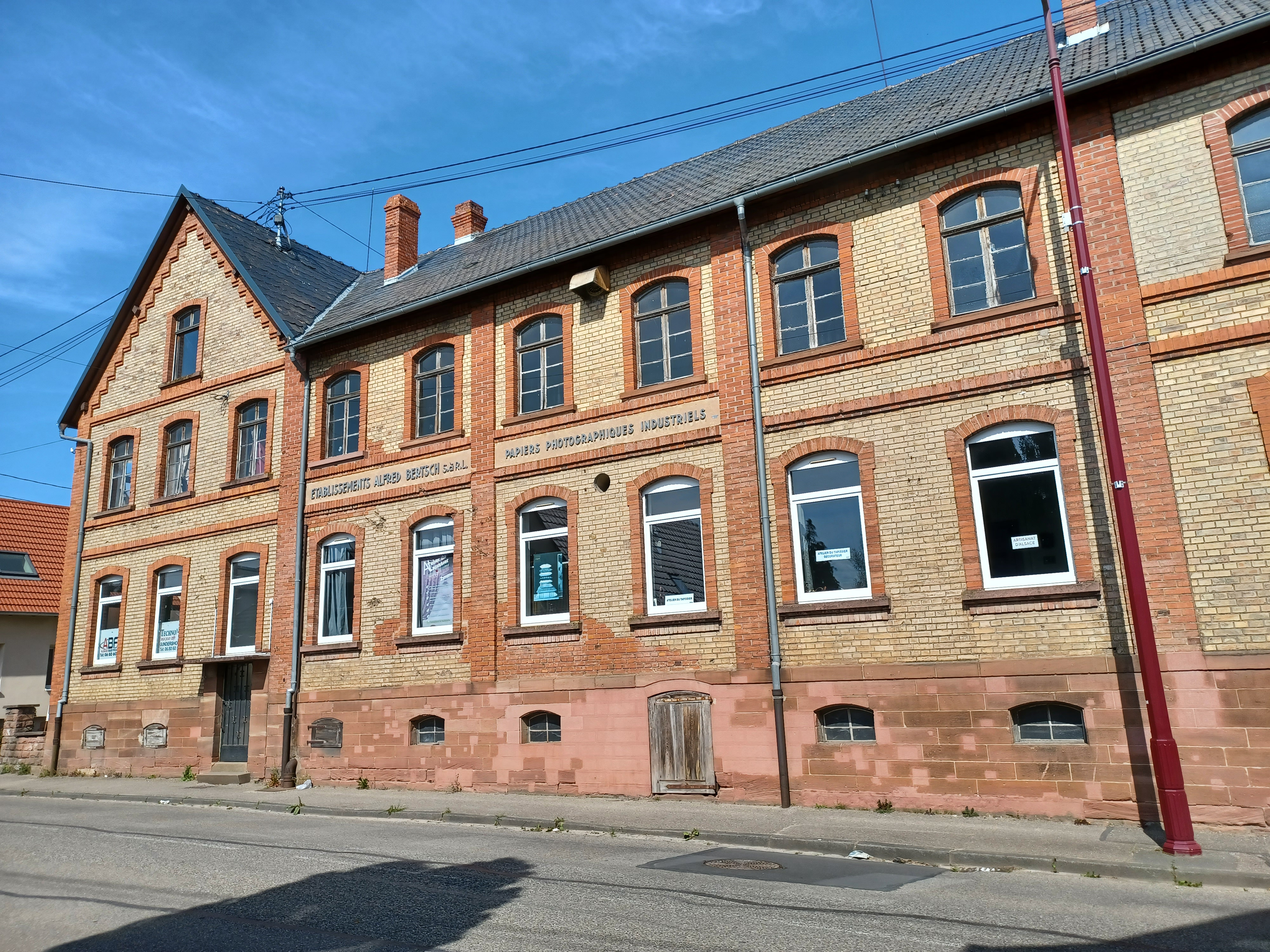
Enseigne Établissements Alfred Bertsch - façade vue de la rue - Gundershoffen - France
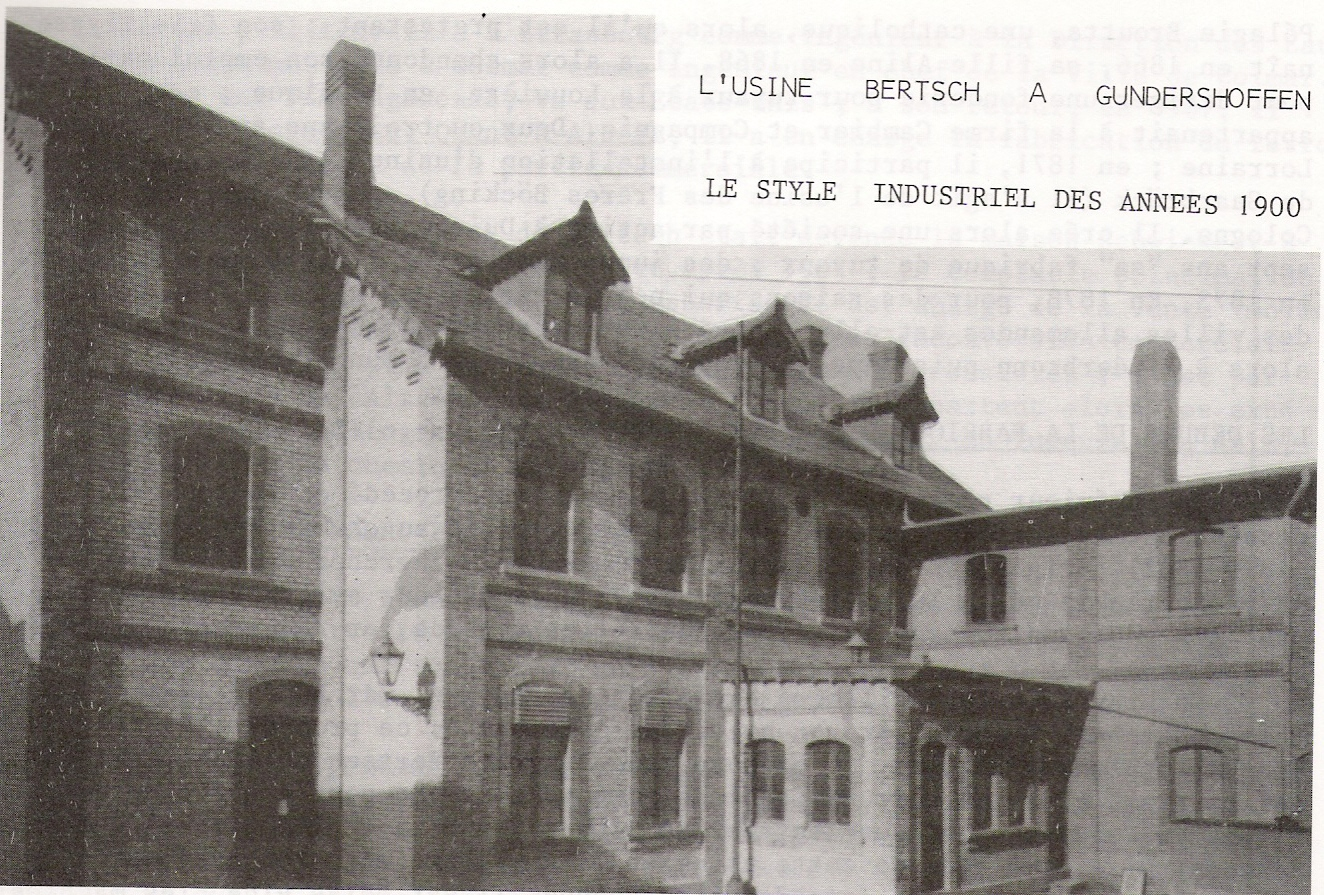
Établissements Alfred Bertsch - style industriel 1900, avant la construction du préau
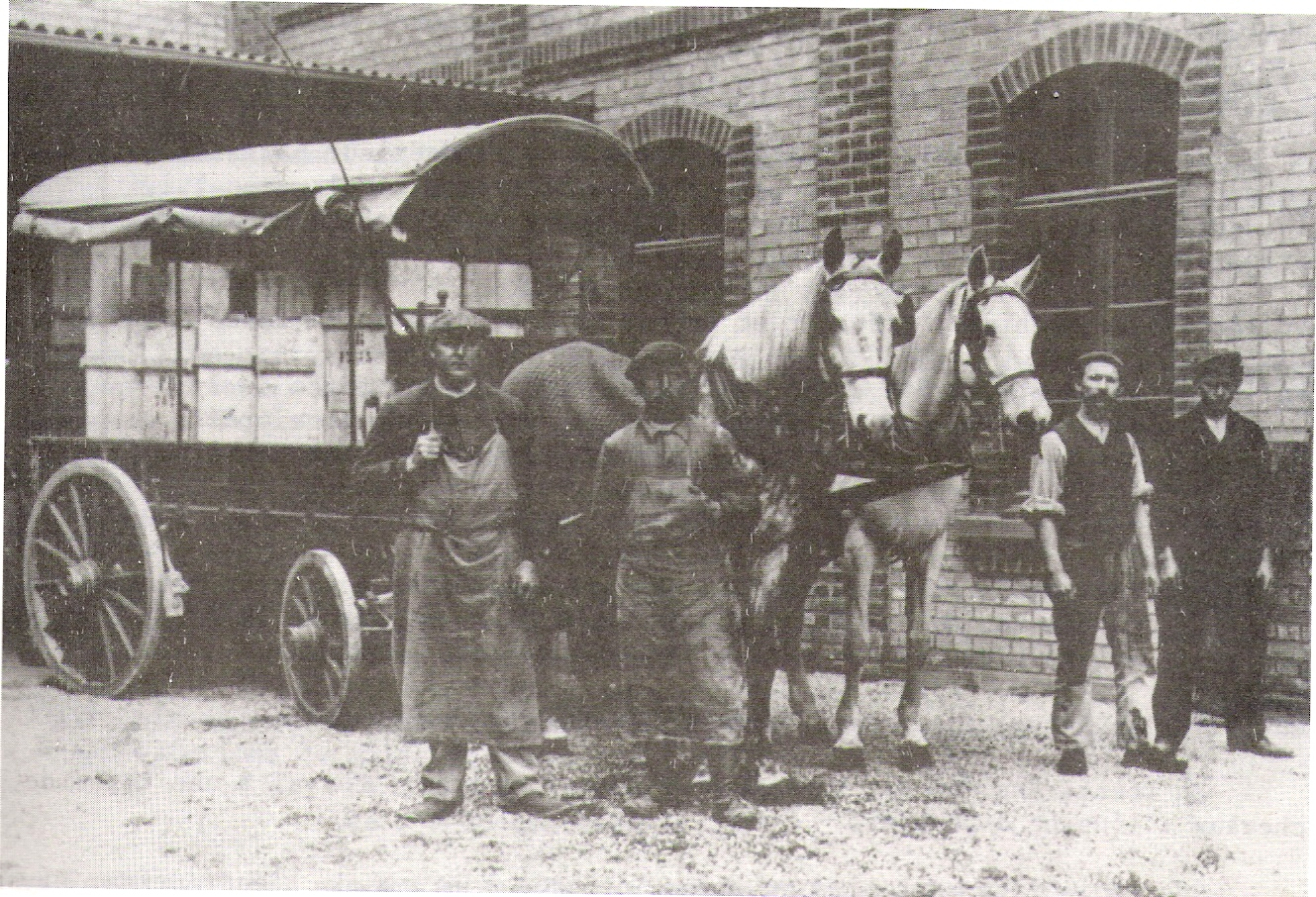
Établissements Alfred Bertsch - Transport Hippomobile. Le papier héliographique craint l’humidité et le soleil, les caisses de papier étaient soigneusement emballée.
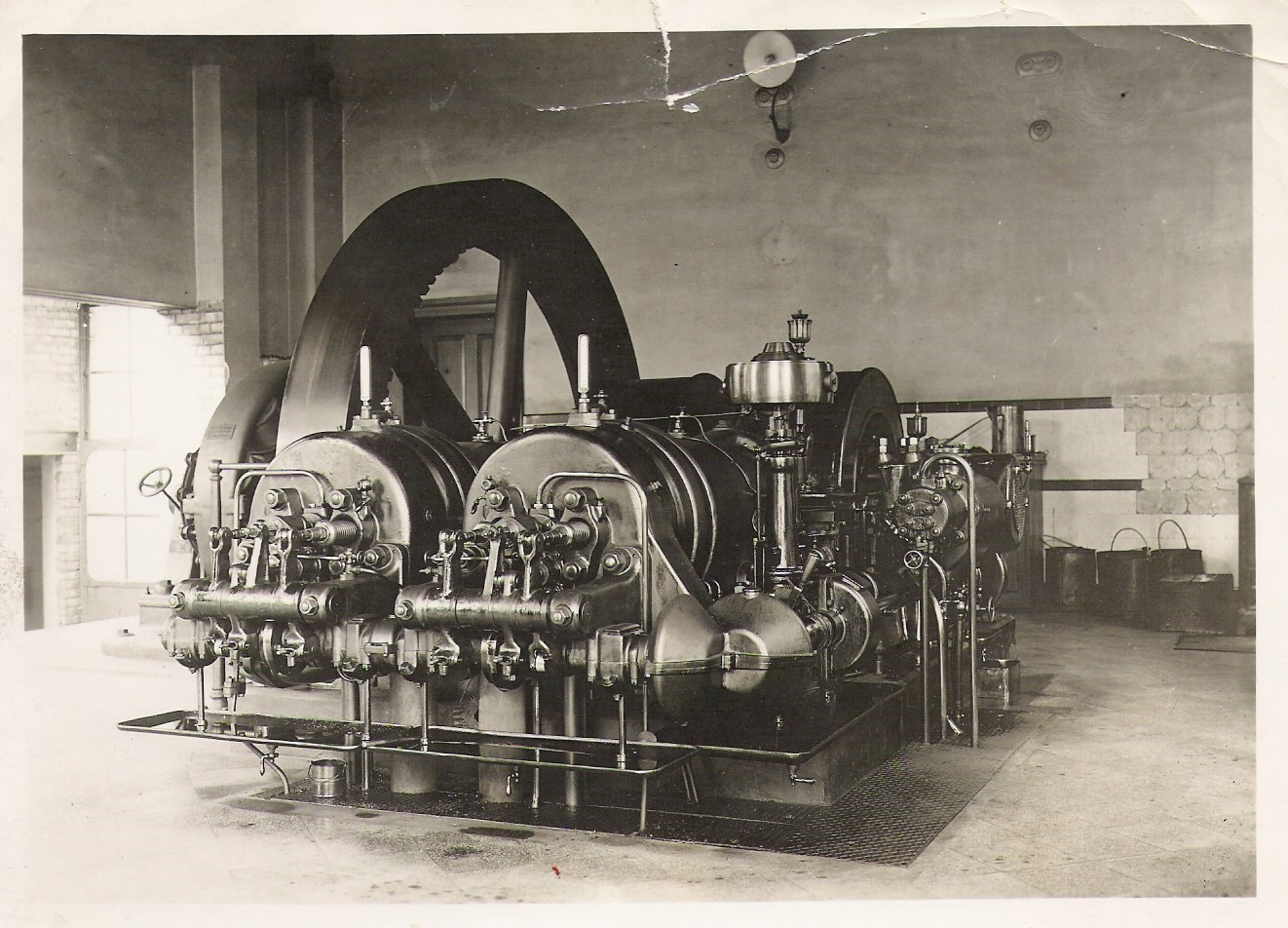
Établissements Alfred Bertsch - générateur électrique diesel  avec une dynamo de 100CV, Gundershoffen, France.
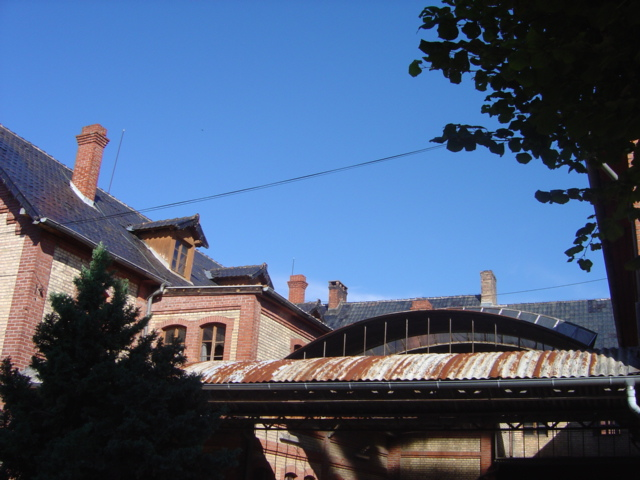
Le préau relie les différentes parties du bâtiment principal construit en forme de U.
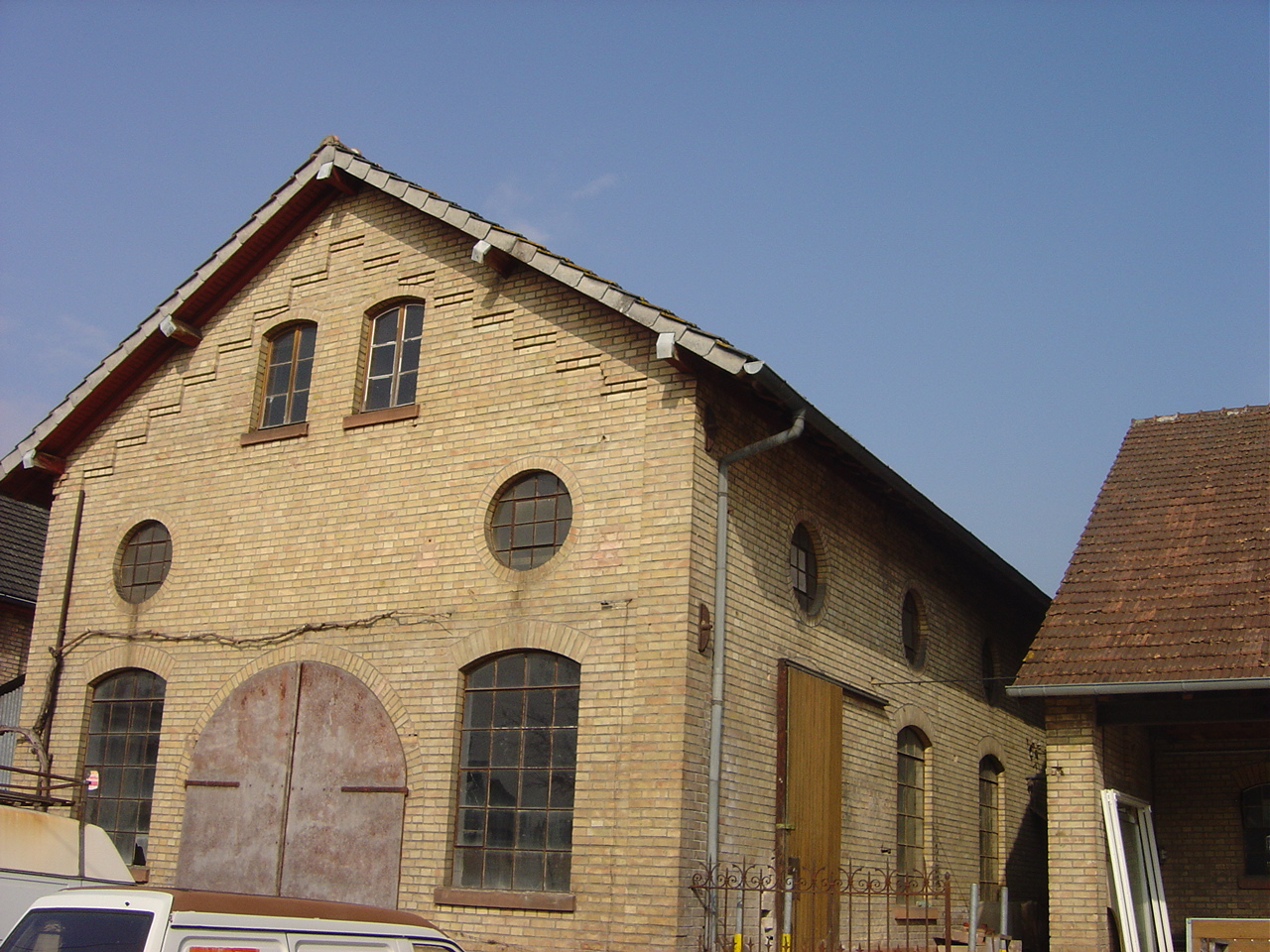
Le « Grand Hall » où la centrale thermique fut construit en 1911 pour l’installation d’un générateur électrique diesel avec une dynamo de 100 CV.
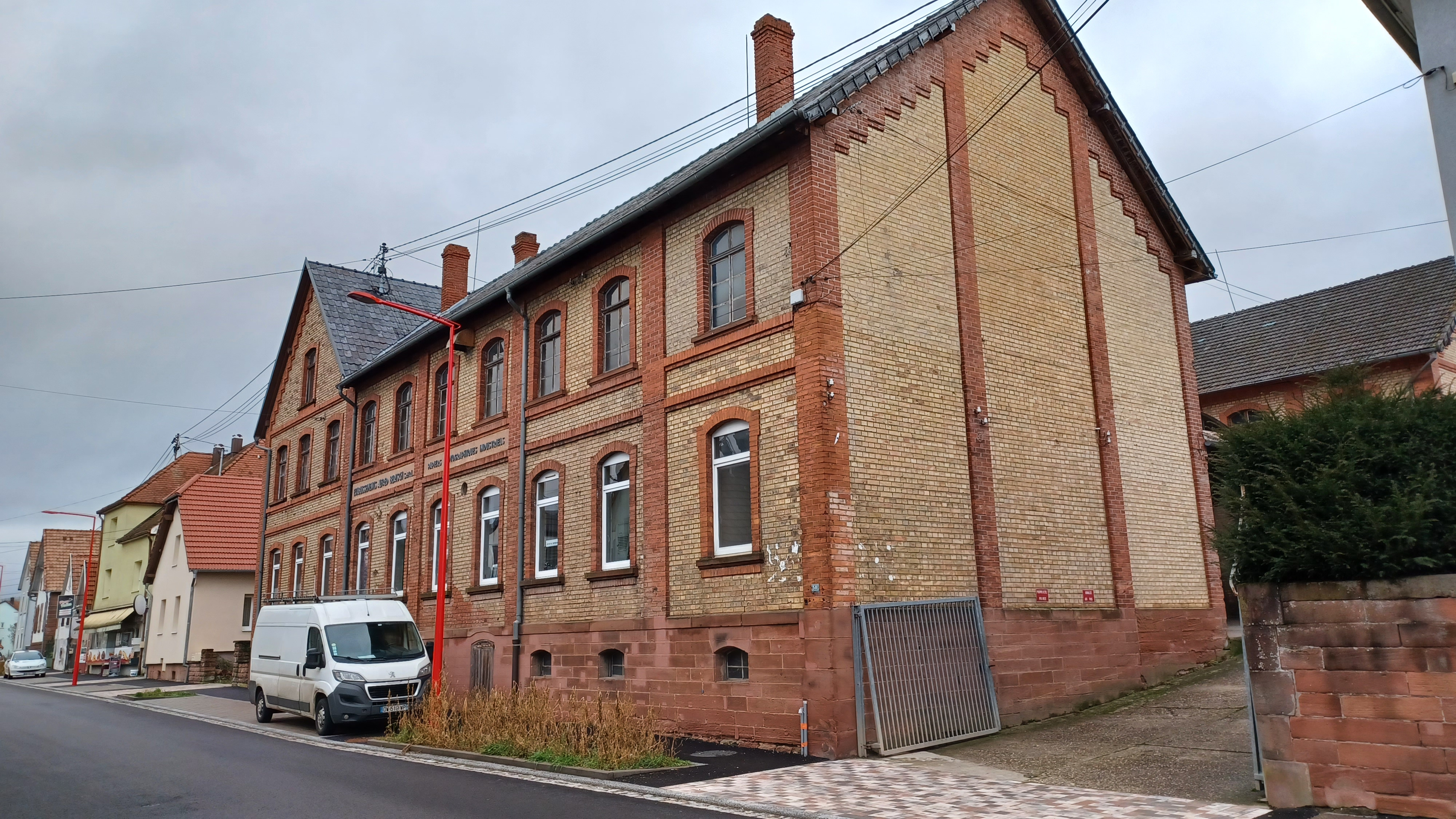
Enseigne Établissements Alfred Bertsch - façade vue de la rue - Gundershoffen - France.
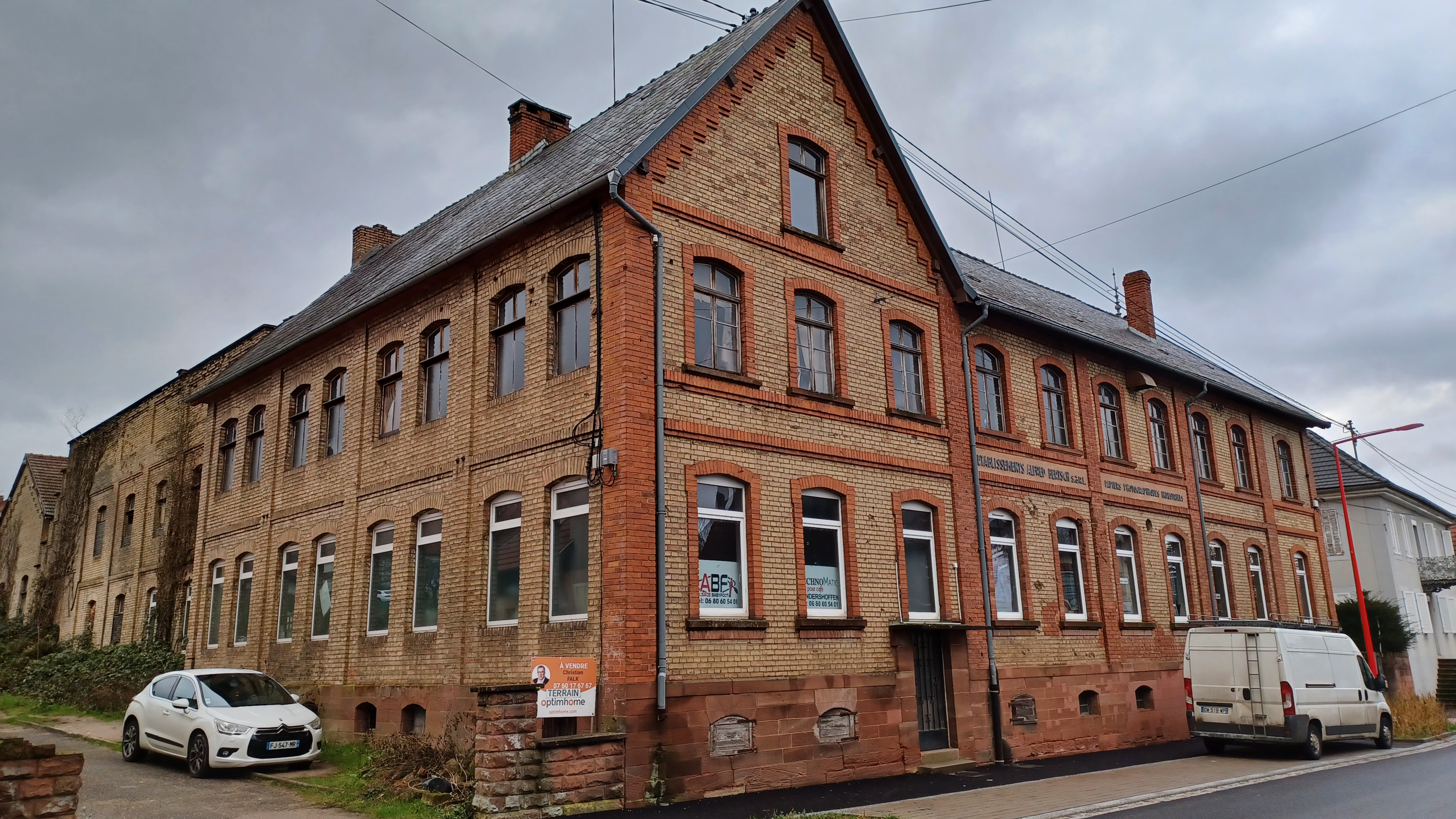
Établissements Alfred Bertsch - façade vue de la rue - Gundershoffen - France.
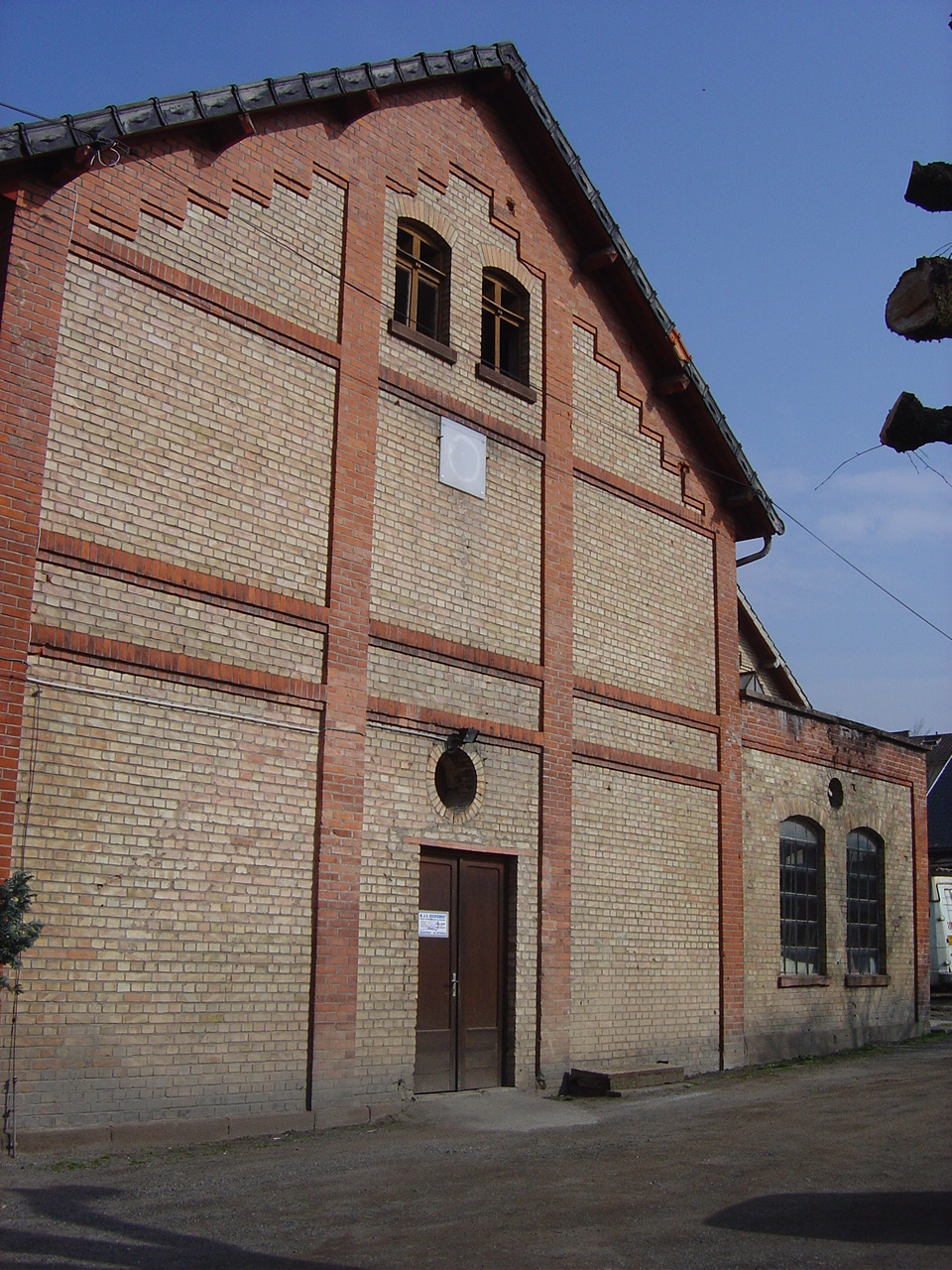
Établissements Alfred Bertsch - Ateliers de fabrication.
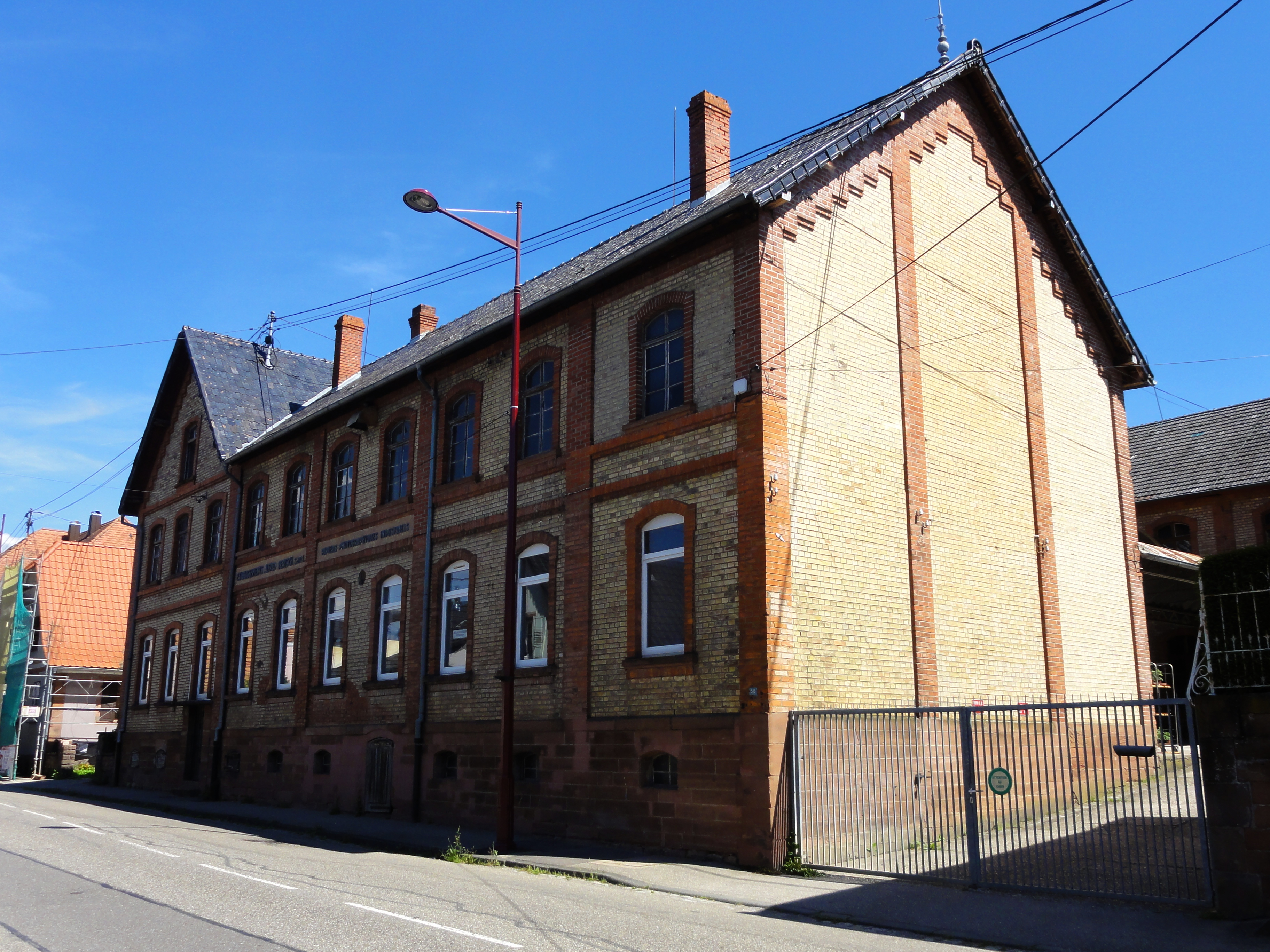
Établissements Alfred Bertsch - façade vue de la rue - Gundershoffen - France.
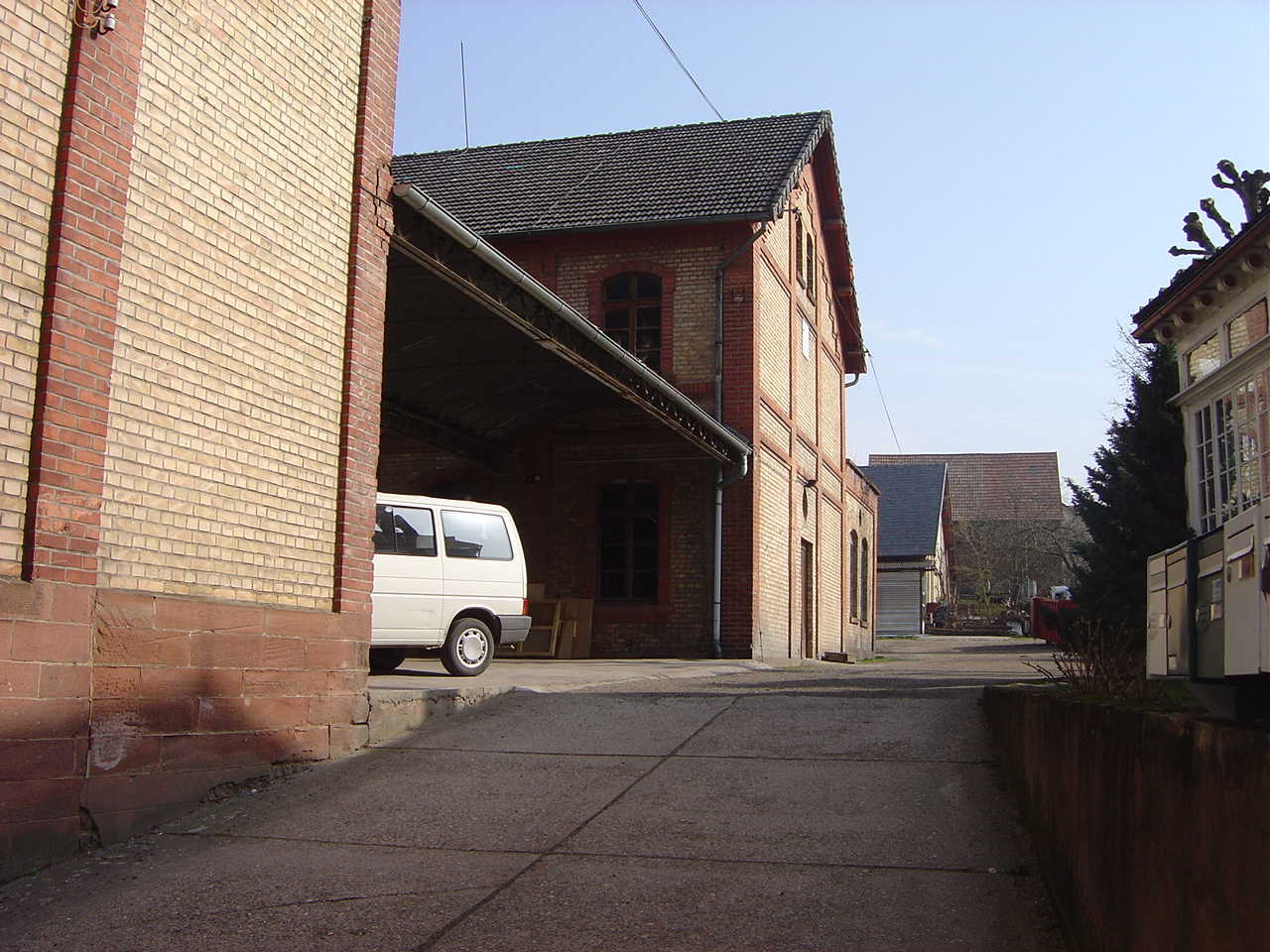
Établissements Alfred Bertsch - Entrée - Gundershoffen - France.
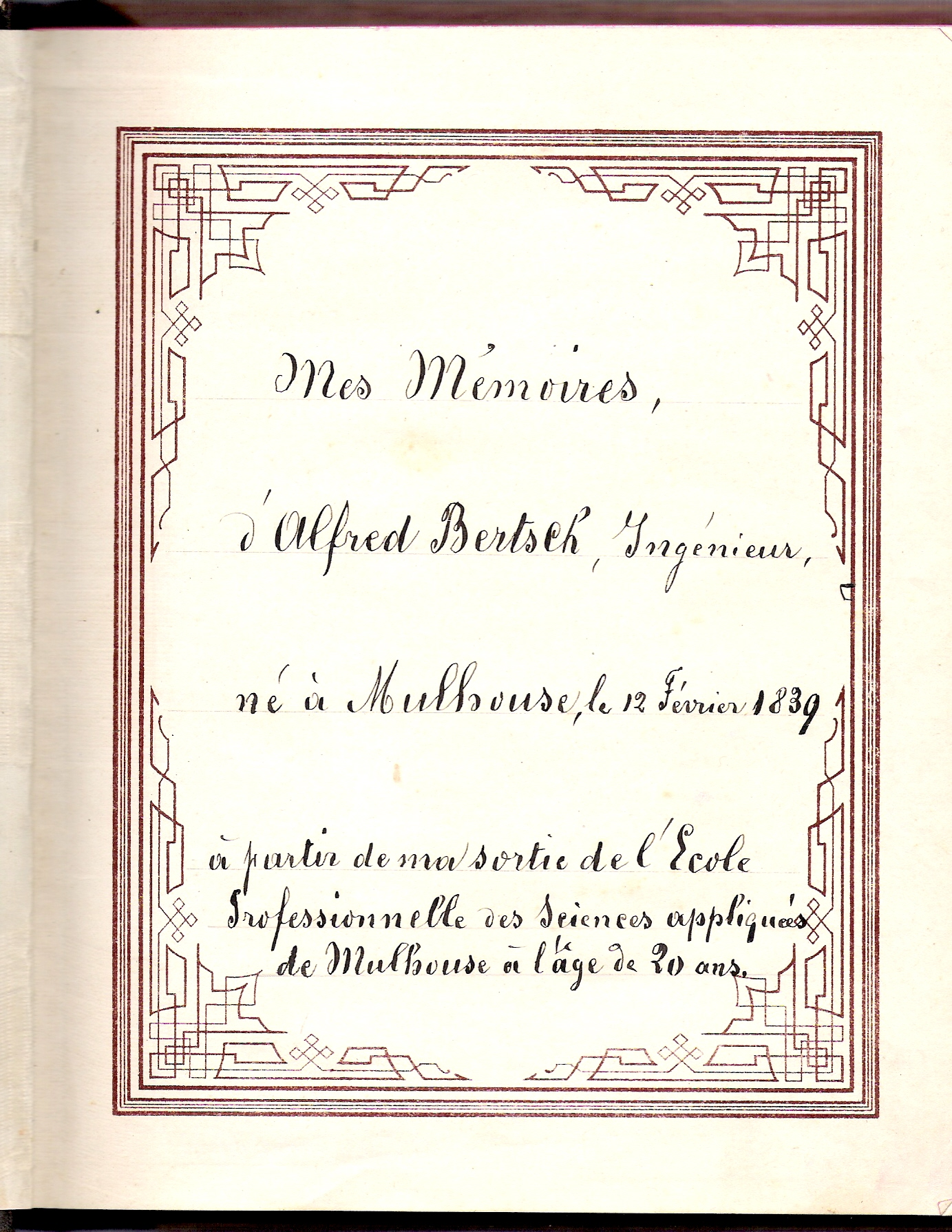
Mémoires d’Alfred Bertsch, Ingénieur, né à Mulhouse, le 12 février 1839. Mémoires écrits à partir de sa sortie de l’École professionnelle des sciences appliquées de Mulhouse à l’âge de 20 ans. - Janvier 1912.
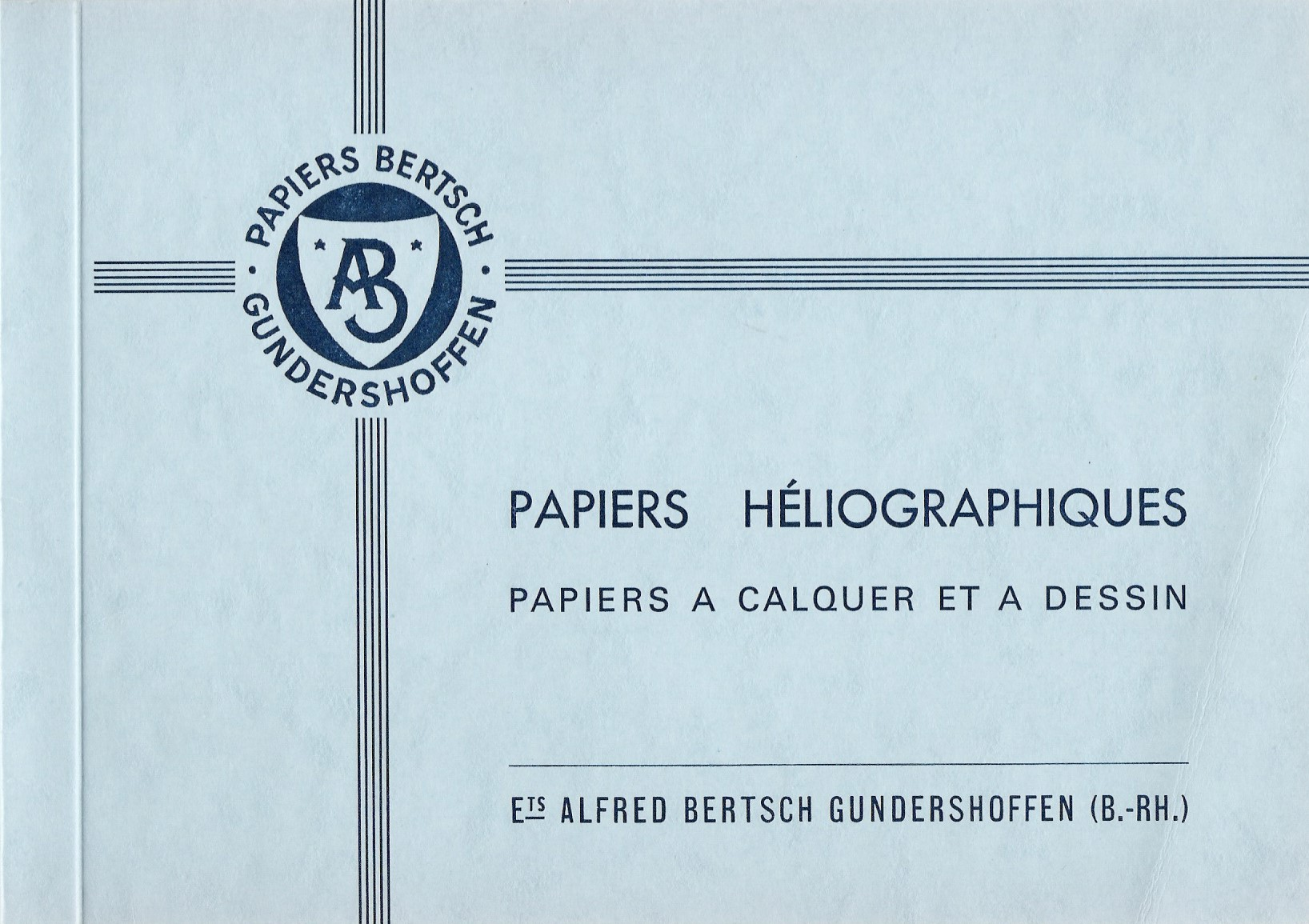
Papiers héliographiques - Établissements Alfred Bertsch, Alsace, France.